# دیمیترو مازیلو
دیمیترو مازیلو (انگلیسی: Dumitru Mazilu؛ زادهٔ ۲۴ ژوئن ۱۹۳۴) سیاست‌مدار اهل رومانی است.

## زندگی‌نامه
دیمیترو مازیلو در ۲۴ ژوئن ۱۹۳۴ در باکائو به دنیا آمد. در سال ۱۹۵۹ از دانشگاه بخارست فارغ‌التحصیل شد.